# Patricia Beckford
Pour les articles homonymes, voir Beckford.
Patricia J. Beckford (née le 6 août 1965 à Wolverhampton) est une athlète britannique.

## Palmarès
- Championnats d'Europe d'athlétisme de 1990 à Split :
  -  Médaille de bronze du relais 4 x 400 m